# Douriez
Douriez é uma comuna francesa na região administrativa de Altos da França, no departamento de Pas-de-Calais. Estende-se por uma área de 8,84 km². Em 2010 a comuna tinha 321 habitantes (densidade: 36,3 hab./km²).